# Valle di Cadore
Valle di Cadore (Val in ladino) è un comune italiano di 1 817 abitanti della provincia di Belluno in Veneto.
Il comune si trova nel fondovalle pianeggiante alle pendici dell'Antelao (3264 m), di fronte al Sasso di Mezzodì.

## Storia

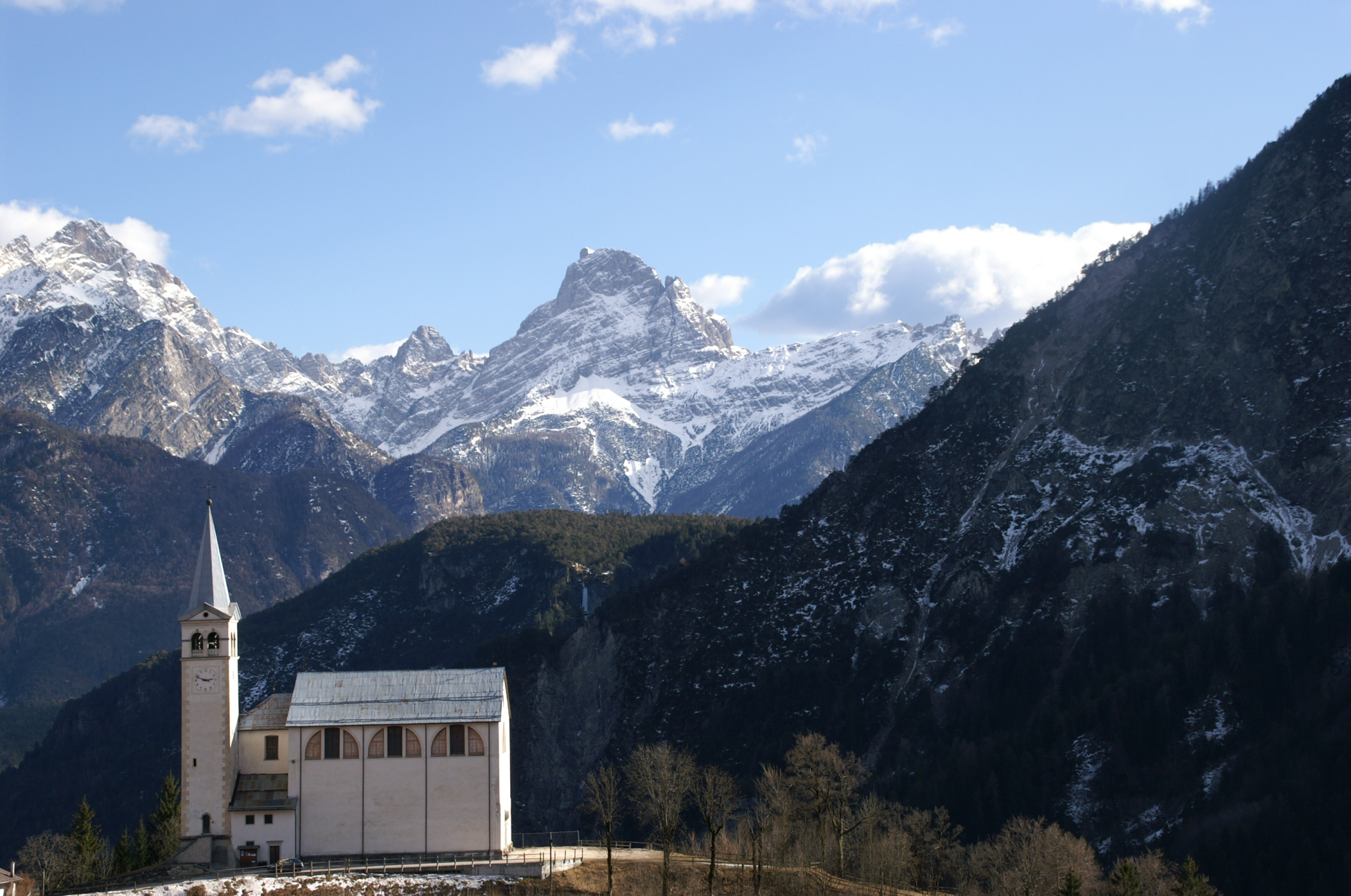
La catena Cima dei Preti-Duranno con la chiesa di San Martino.

Il comune, di antica origine, sede anche di un castrum romano, era attraversato da una strada chiamata "della Greola" che, salendo da Perarolo di Cadore, proseguiva poi verso nord nella valle del Boite a costituire, almeno dall'XI secolo, l'Antica Strada Regia. Secondo il topografo Alessio De Bon questo tratto era, in epoca romana, parte della via Claudia Augusta Altinate, che proseguiva lungo il centro Cadore fino al passo di Monte Croce di Comelico passando per la val d'Ansiei.
Molti i ritrovamenti di reperti risalenti all'età romana, come una lapide databile al I sec. d.C., una moneta raffigurante Druso, vasi, armi e bronzi ora esposti al MARC - Museo Archeologico Cadorino.
Nel 1508, in località Rusecco, si combatté la Battaglia di Cadore durante la quale i cadorini, con i veneziani, uscirono vincitori sulle truppe di Massimiliano I d'Austria. Ancora oggi è presente il palazzo Costantini Lanza (ora sottoposto a tutela artistica) dove soggiornò Bartolomeo d'Alviano, che guidò le truppe veneziane. Un'altra costruzione dell'epoca presente ancor oggi è la Casa Costantini de' Leoni.
Altre costruzioni del periodo veneziano sono rintracciabili nella strada che porta alla chiesa di San Martino. Quest'ultima, costruita intorno al XIII secolo, venne restaurata nel 1473, demolita nel 1509 e sostituita da una nuova costruzione. Stessa sorte le toccò nel 1709 quando un forte terremoto la danneggiò; quella attuale è stata costruita nel 1719 e consacrata nel 1739. Meritano una citazione le tele di Antonio Lazzarini e la pala di Francesco da Milano.
Nella notte tra il 20 e il 21 novembre 1869 il paese di Valle fu oggetto di un incendio che distrusse il paese e rese 23 famiglie e 120 abitanti privi della propria abitazione. In questa occasione, il 28 novembre 1868, il Sindaco di San Pietro di Cadore inviò una circolare diretta ai Sindaci della Provincia per richiedere aiuti in denaro, terminando la supplica con queste parole: «La solvenza nella sventura, il mutuo soccorso, sono i migliori argomenti per dimostrare che l'Unità Italiana è non solo politicamente e geograficamente, ma anche moralmente compiuta.»
Da citare anche i ritrovamenti di manici di brocca con dediche in lingua venetica alla divinità Loudera e, di epoca romana, resti di ville ad ipocausto e di mosaici.

### Simboli
Lo stemma comunale è stato concesso con regio decreto del 9 dicembre 1941.
Il gonfalone, concesso con DPR del 20 gennaio 1998, è un drappo partito di rosso e di azzurro.

## Monumenti e luoghi di interesse
- Chiesa di San Martino Vescovo

## Società

### Evoluzione demografica
Abitanti censiti

## Infrastrutture e trasporti
La fermata di Vallesina e la stazione di Valle di Cadore sorgevano lungo la ferrovia delle Dolomiti, attiva in questa tratta fra il 1921 e il 1964.

## Amministrazione

### Gemellaggi
- Claro[senza fonte]

### Altre informazioni amministrative
La denominazione del comune fino al 1867 era Valle.

La circoscrizione territoriale ha subito le seguenti modifiche: nel 1966 distacco di territori aggregati al comune di Cibiana (Censimento 1961: pop. res. 121).